# Netscape Communications Corporation
Netscape Communications Corporation és una empresa de programari famosa per ser la creadora del navegador web Netscape Navigator.
Va ser comprada per America OnLine el 1999.

## Història
La companyia va ser fundada com a Mosaic Communications Corporation el 4 d'abril de 1994 per Marc Andreessen i Jim Clark i va ser una de les primeres companyies a treballar amb la naixent World Wide Web. Va llençar un navegador anomenat Mosaic Netscape 0.9 el 13 d'octubre de 1994. Aquest navegador va ser rebatejat com a Netscape Navigator.
La companyia va canviar de nom per dir-se Netscape Communications Corporation el 14 de novembre de 1994.

## Programari lliure
El gener de 1998 quan Netscape va començar el projecte de codi lliure Mozilla. Netscape sabent que l'Internet Explorer era de lluny el navegador més usat, va publicar el codi font de Netscape, amb l'esperança de què es convertís en un projecte popular de codi lliure. Aquest codi va ser alliberat sota la Llicència Pública Netscape, la qual és similar a la GPL, el Communicator 4.5 de Netscape es va enfocar a l'enviament de correus electrònics i altres funcionalitats per a empreses.

## Adquisició per part d'AOL
America OnLine (AOL) va anunciar el 24 de novembre que comprava Netscape Communications per 4.2 bilions de dòlars, tot i que diuen que AOL estava més interessat en altres característiques de Netscape que el navegador.
El 14 de novembre de 2000 AOL va llençar Netscape 6.0 basat en Mozilla 0.6 (la versió 5 se la van saltar). Desafortunadament, Mozilla 0.6 estava lluny de ser estable, per tant l'efecte de Netscape 6.0 va ser allunyar encara més als usuaris. No va ser fins a l'agost del 2001 quan Netscape 6.1 va aparèixer basat amb Mozilla 0.9.2 que era bastant més robust i gairebé un any després va arribar el Netscape 7.0 (uns dies després de ser llençat el Netscape Communicator 4.8, mostrant que els esforços dels desenvolupadors de Netscape seguien dividits).
Després del cas on Microsoft va ser acusat de monopoli i va ser sentenciat a pagar 750 milions de dòlars a AOL i a compartir algunes tecnologies, fins i tot deixar a AOL llicenciar i distribuir l'Internet Explorer gratis durant 7 anys. Això va ser considerat la "Mort de Netscape".
El 15 de juliol de 2003 AOL es va desfer de la marca Netscape, va treure el seu logo de l'edifici i va acomiadar la majoria de programadors.

## Actualitat
En l'actualitat Netscape només és una marca dins d'AOL, que és usada per oferir Internet a baix cost. AOL va contractar a una empresa canadenca per llençar el Netscape 8.0 basat en Mozilla Firefox.

## Productes llençats per Netscape
La línia inicial de productes de Netscape:
- Netscape Navigator navegador web per Windows, Macintosh, Unix i Linux
- Netsite Communications servidor web, amb una interfície de comunicació basada amb web
- Netsite Commerce web server, va simplificar les connexions segures (amb SSL)
- Netscape Proxy Server

Altres productes de Netscape:
- Netscape Personal Edition
- Netscape Communicator (navegador que inclou eines de correu, notícies, calendari i compositor per pàgines web, a més inclou AOL Instant Messenger i RealAudio)
- Netscape FastTrack and Enterprise, servidor web
- Netscape Collabra Server
- Netscape Directory Server
- Netscape Messaging Server
- Netscape Certificate Server
- Netscape Calendar Server
- Netscape Compass Server
- Netscape Application Server
- Netscape Publishing System
- Netscape Xpert Servers
  - ECxpert
  - SellerXpert
  - BuyerXpert
  - BillerXpert
  - TradingXpert
  - CommerceXpert